# Yūya Hikichi (Fußballspieler, 1983)
Yūya Hikichi (japanisch 挽地 祐哉 Hikichi Yūya; * 2. Mai 1983 in der Präfektur Kagoshima) ist ein ehemaliger japanischer Fußballspieler.

## Karriere
Hikichi erlernte das Fußballspielen in der Schulmannschaft der Kagoshima Josei High School. Seinen ersten Vertrag unterschrieb er 2002 bei den Júbilo Iwata. Der Verein spielte in der höchsten Liga des Landes, der J1 League. 2004 wechselte er zum Zweitligisten Shonan Bellmare. Für den Verein absolvierte er sechs Ligaspiele. 2005 wechselte er zum Ligakonkurrenten Tokushima Vortis. Für den Verein absolvierte er 121 Ligaspiele. 2011 wechselte er zum Drittligisten Zweigen Kanazawa. Ende 2011 beendete er seine Karriere als Fußballspieler.

## Erfolge
Júbilo Iwata
- J1 League

Meister: 2002
Vizemeister: 2003
- Kaiserpokal

Sieger: 2003